# Joan Canà
Joan Canà (en llatí Ioannes Cananus, en grec Ἰωάννης Κανανός) fou un escriptor i historiador romà d'Orient que va viure al segle xv i va escriure un relat del Setge de Constantinoble per Murat II el 1422 amb el títol Διήγησις περὶ τοῦ ἐν Κωνσταντινουπόλει γεγονότος πολέμου κατὰ τὸ συιλ` ἔτος. Johann Albert Fabricius en parla a la Bibliotheca Graeca.